# 诸葛城站
诸葛城站位于中华人民共和国云南省大理白族自治州洱源县右所镇境内，是滇藏铁路大丽段的一个会让站，不办理客货运业务，承担列车会让任务。诸葛城站行车值班室建于山坡上，位于大丽铁路K72+165处，站线位于北衙隧道内及铁路桥上，列车中的旅客无法看到该车站。